# Perservação do pensamento
Em psiquiatria, perseveração do pensamento é a repetição de uma determinada resposta (como uma palavra, frase ou gesto) na ausência ou término de um estímulo. É geralmente causada por uma lesão no cérebro ou outra perturbação orgânica.